# Staatsversagen
Unter Staatsversagen (auch Politikversagen) versteht man in den Wirtschaftswissenschaften durch staatliche Eingriffe in den Markt verursachte, bezogen auf die neoklassische Theorie suboptimale Ergebnisse. Diese können sich beispielsweise als ineffiziente Güterallokation, Instabilität oder Ineffizienz in der Produktion äußern. In der Neuen Politischen Ökonomie wird Staatsversagen als Gegenstück zum Marktversagen aufgefasst.

## Probleme
Staatsversagen mündet in den meisten Fällen in Wohlfahrtsverlusten, etwa durch:
- Einheitslösungen: Behandlung der Individuen, als hätten sie identische Präferenzen. Die entstehenden Wohlfahrtsverluste sind umso größer, je differenzierter die Bedürfnisse sind.
- Paketlösungen: Bürger wählen eine Partei mit einem Gesamtprogramm (Paket), dem sie nur selten in allen Punkten zustimmen.
- Koalitionslösungen: Nach einer Wahl werden Maßnahmen aufgrund von Koalitionsbildungen eventuell anders umgesetzt, als vorher von den einzelnen Parteien angekündigt.

Ein weiteres Problem ist unter Umständen die Einflussnahme von Interessengruppen auf staatliche Entscheidungsträger (Lobbyismus).

## Ursachen
Staatsversagen wird darauf zurückgeführt, dass konstitutionell festgelegte Regeln der Entscheidungsprozesse ineffiziente Zustände hervorbringen und dass die Machtausübung innerhalb dieser Regeln ineffizient ist. So führt die Delegation von Aufgaben innerhalb des Staatsapparates zu Problemen wie dem
- Prinzipal-Agent-Problem: Die beauftragten Organe handeln nicht unbedingt im Interesse des Auftraggebers, sondern verfolgen eigene Interessen.
- Bürokratien: Ziel von Bürokratien ist in der Regel nicht die Minimierung der Kosten, sondern die Maximierung des zur Verfügung stehenden Budgets. Diese Tendenz kann durch die Monopolstellung einer Behörde und mangelnde Kontrollierbarkeit noch verschärft werden.
- Informationsmangel: Genauso wie die Verbraucher verfügt auch der Staat nur über beschränkte Informationen. Dieser Informationsmangel von Seiten des Staates sorgt dafür, dass wirtschaftspolitische Maßnahmen in den seltensten Fällen richtig dosiert werden und somit nicht zwangsläufig zum Wohlfahrtsoptimum führen.

## Staatsversagen und Keynesianismus
Das Konzept des Staatsversagens muss verstanden werden als Antwort auf die Keynesianische Schule, die dem Staat die Funktion der Steuerung des Wirtschaftsprozesses zuwies (Konjunkturpolitik). Kritiker einer Keynesianischen Wirtschaftspolitik verweisen, analog zum Marktversagen, auf Situationen, in denen staatliches Handeln systematisch zu Ineffizienz führt, insbesondere bei der Bereitstellung öffentlicher Güter. Als Gründe nennen sie:
- Als eigennutzenmaximierende Individuen seien Politiker in erster Linie machtorientiert, weshalb sie dem Gemeinwohl nur dienten, wenn sie sich daraus einen Vorteil versprächen
- Kurzfristige Perspektive: Maßgeblich sei für Politiker in erster Linie die nächste Wahl. Daher würden unpopuläre Entscheidungen verzögert bzw. aufgeschoben und langfristige Konsequenzen unzureichend berücksichtigt.
- Die Ausrichtung an ihrem eigenen Vorteil mache wirtschaftspolitische Entscheidungsträger beeinflussbar durch Interessengruppen wie Wirtschaftsverbände und Gewerkschaften. Dieses Verhalten sei für Wähler nur schwer zu kontrollieren. (Siehe hierzu auch Lobbyismus, Prinzipal-Agent-Theorie, politische Rente (rent seeking))
- Die Komplexität des Marktes führe zu Unsicherheit bei der Planung, der Ausführung und der kurz- und langfristigen Wirkung wirtschaftspolitischer Maßnahmen.
- Diktat der Bürokratie: Wenn die Bürokratie sich auf immer neue Handlungsfelder ausdehne und in der Folge keine Kosten-Nutzen-Analyse mehr stattfinde, verhindere sie den effizienten Einsatz der Produktionsfaktoren.